# Rapar Broadcasting Network
Rapar Broadcasting Network (RBN) is een Surinaams mediabedrijf. De oprichting begon in 1957 met het radiostation Rapar, afkorting van Radio Paramaribo, dat uitzendt in het Nederlands en Sarnami Hindoestani. Onder RBN vallen inmiddels meerdere radiostations, Dagblad Suriname, een televisiezender (RBN TV) en een advertentiebureau (Acme Service).

## Geschiedenis
Rapar werd op 28 januari 1957 opgericht door Gilly Hillers, Walter Lim A Po en Iwan de Vries. Het verhuisde verschillende malen. Na de start aan de Anton Dragentenweg in Paramaribo was het gevestigd aan het Neumanpad, in de oude studio van AVROS aan de Gravenstraat (1964), aan de Coppenamestraat (1980) en sindsdien aan de Mr. J. Lachmonstraat.
De eerste omroeper van Rapar was Cyriel Karg. Een jaar na de oprichting nam Wilfred Lionarons de directie over van William Cromwell. Lionarons was sinds vrijwel het begin ook eigenaar van Rapar. Hij verkocht de zender in 1976 aan Rashid Pierkhan die de directie later overdeed aan zijn zoon Faried Pierkhan.

### Onderbreking 1982-1984
Na de Sergeantencoup van februari 1980 door Desi Bouterse konden de particuliere zenders in Suriname blijven uitzenden op voorwaarde van de militairen om de luisteraars "positief te motiveren". Tijdens de Rambocuscoup vanaf 11 maart 1982 was Rapar net als de andere zenders urenlang uit de lucht. Sinds de Decembermoorden later dat jaar moest Rapar de activiteiten staken, evenals de andere particuliere media Radio Apintie en Dagblad De West. Dit verbod werd per 3 mei 1984 voor de drie media opgeheven, zij het in de eerste jaren onder scherpe censuur van het militaire bewind. Het verbod bleef wel van kracht voor Radio ABC.

### Sasur
In 2006 spande de Stichting voor Auteursrechten in Suriname (Sasur) een proefproces aan tegen Rapar. Met Haïti behoorde Suriname op dat moment tot de enige landen in de regio die auteursrechten van artiesten nagenoeg niet respecteerden. Sasur won de zaak op 1 december 2006 waardoor Rapar een dwangsom opgelegd kreeg van duizend SRD per overtreding. Hierna volgde een jarenlang slepend conflict met beslagleggingen en rechtszaken. Het geschil werd in 2013 met een overeenkomst tussenbeide beëindigd.